# Campagnes de l'État indépendant du Congo contre les Arabo-Swahilis
Les Campagnes de l'État indépendant du Congo contre les Arabo-Swahilis sont un ensemble d'opérations militaires menées par la Force publique de l'État indépendant du Congo (EIC) contre les États dirigés par les sultans bantous musulmans dans l'est de l'actuel territoire de la République démocratique du Congo de mai 1892 à janvier 1894. Au plus fort de l'engagement fin 1892, environ 100 000 Arabo-Swahilis répartis en plusieurs armées furent opposés à 120 Européens à la tête de 3 500 soldats réguliers, et davantage d'auxiliaires, sur un territoire de la taille de la France.
Il est à noter que le terme Arabo-Swahili (Arabe à l'époque) renvoie généralement à des bantous musulmans originaires de Zanzibar, plus rarement à des métis arabes ou indiens. Un usage équivalent, assimilant « arabe » à « musulman », subsiste notamment aussi sur l'île de La Réunion, où les Indiens musulmans sont généralement appelés « zarabes ».

## Préambule

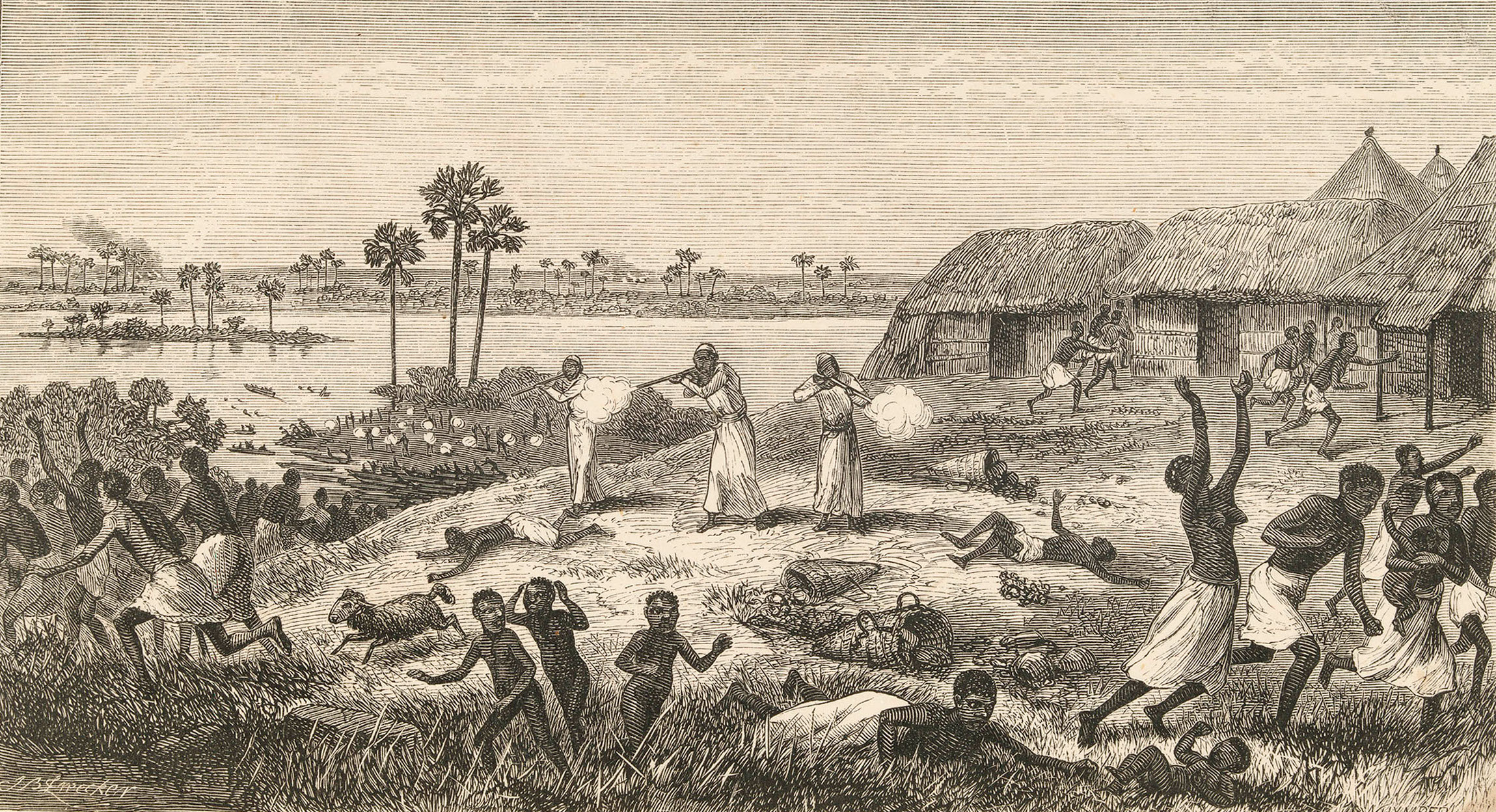
Le massacre des femmes au marché de Nyangwe, 15 juillet 1871. Extrait des journaux de David Livingstone.

Dès 1840, des commerçants venus de Zanzibar ont atteint les territoires sis entre le lac Tanganyika et la Lualaba (actuels Kivus et Maniema) pour y chercher des esclaves et de l'ivoire. Les cités de Nyangwe, Kasongo, Riba Riba ou Kabambare se structurèrent dès les années 1870.
Ujiji (en actuelle Tanzanie, sur la rive orientale du lac Tanganyika) et Baraka (Bomani) sur la rive occidentale du lac faisaient également partie de ces grands principaux comptoirs commerciaux. C'est en cette localité d'Ujiji (un village à l'époque) qu'Henry Morton Stanley rencontra en novembre 1871 David Livingstone. Stanley eut également l'occasion au cours de ce voyage de rencontrer les principaux commerçants arabo-swahilis actifs dans la Traite orientale de cette région.
Stanley les rencontra à nouveau lors de son second voyage dans la région en 1876. Il y retrouve notamment Tippo Tip qui est désormais le plus puissant d'entre eux. Ils montèrent ensemble une expédition pour explorer le fleuve Congo vers l'aval à partir de Kasongo. Tippo Tip rebroussa chemin après 50 jours, et Stanley atteignit Boma. Tippo Tip eut l'occasion de rencontrer la plupart des explorateurs européens s'étant rendus dans la région à cette époque.
Alors que Stanley commençait pour le compte de Léopold II de Belgique l'exploration du bassin du Congo par l'ouest au départ de Boma pour la mise en place de l'État indépendant du Congo (consacrée par sa reconnaissance internationale en 1885), la présence arabo-swahilie se renforçait et se structurait à l'est. Les intérêts des deux puissances n'allaient pas tarder à entrer en opposition.

## Les premières tensions
Des affrontements intervinrent rapidement dans la région du poste des Stanley Falls (actuellement Kisangani) vers 1886-87. Stanley désigna en 1888 Tippo Tip comme gouverneur du poste, alors qu'il était lui-même engagé dans l'expédition de secours à Emin Pacha. La nomination d'un esclavagiste à un poste officiel au sein de l'EIC fut vivement critiquée en Europe, alors que la Société antiesclavagiste belge était fondée. Celle-ci sera à l'origine de quatre campagnes menées contre les esclavagistes d'Afrique centrale.
Occupant la Lualaba jusque Riba Riba et l'Uele, les Arabo-Swahilis gagnaient maintenant le bassin de la Lomami et avaient même atteint la Mongala.
En 1890, le poste de Lusambo, créé la même année, est attaqué par Ngongo Lutete, un chef Bakussu ou Batetela allié des musulmans, à la tête de 500 guerriers. Il est mis en déroute par Francis Dhanis, Oscar Michaux et Legat avec 200 soldats noirs de la Force publique.
L'expédition Van Kerckhoven de 1891 dans la vallée de l'Uélé en direction du Nil sera l'occasion d'autres combats avec les Arabo-Swahilis, et une opportunité commerciale pour l'EIC de s'emparer de leurs ressources. Un des plus importants aura lieu le 27 octobre, où le capitaine Pierre Ponthier anéantit un groupe de pillards au confluent entre l'Uele et le Bomokandi. Le 9 avril 1892, le capitaine Jacques se trouva bloqué par les troupes de Rumaliza à Albertville qu'il venait de fonder.
C'est aussi à cette époque que l'État indépendant du Congo prend les premières mesures visant à empêcher les raids des esclavagistes. Il instaure également une taxe sur l'ivoire.
Les Arabo-Swahilis sentant leurs privilèges voire leur existence même menacées, prennent l'initiative d'une offensive. Stanley et le lieutenant Le Marinel rentrés en Europe, c'est désormais le lieutenant Dhanis qui sera le responsable des opérations contre les Arabo-Swahilis.

## La guerre ouverte de 1892 à 1894

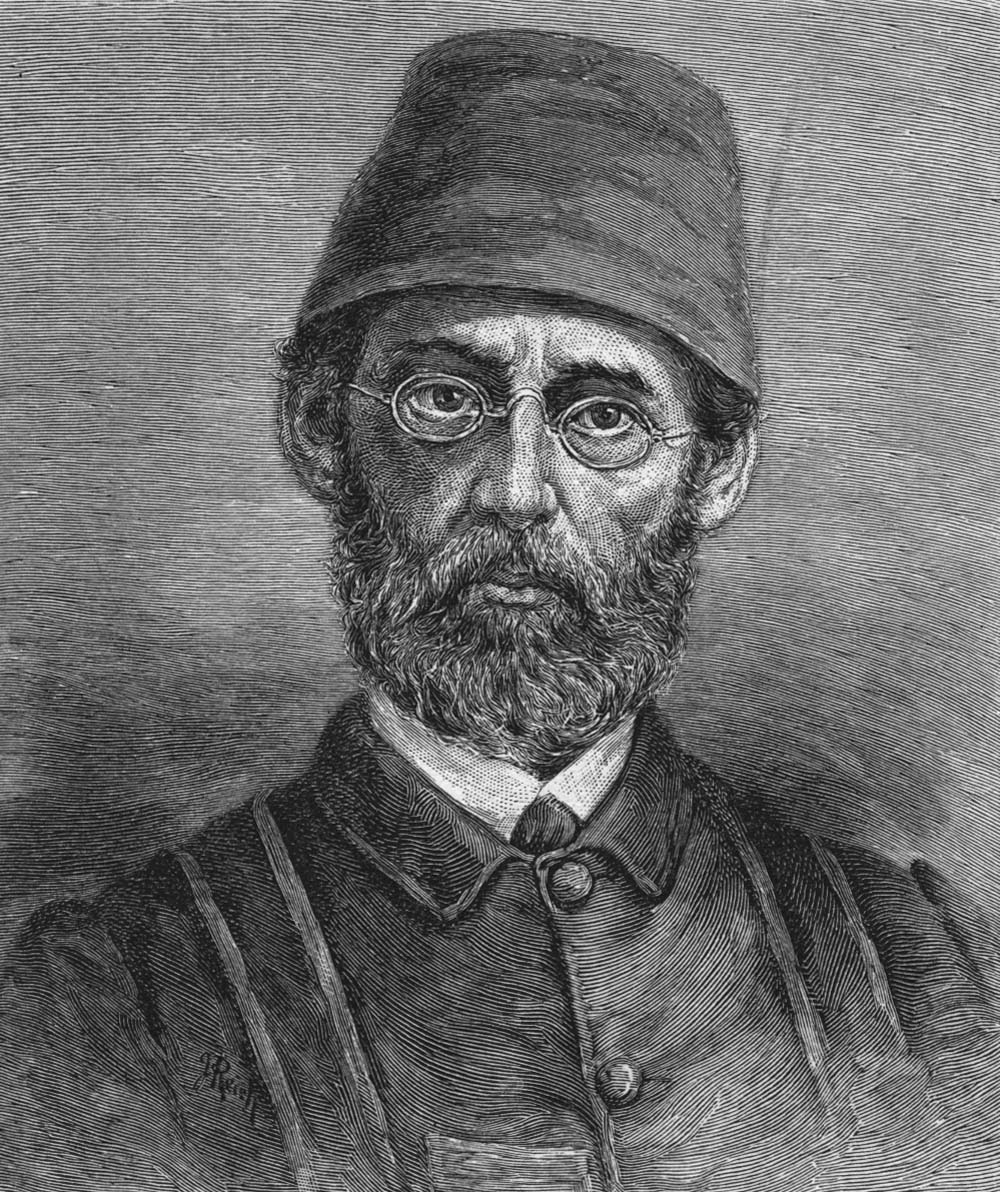
Eduard Schnitzer, également connu sous le nom d' Emin Pacha

La guerre ouverte entre les deux puissances se déroula de mai 1892 à janvier 1894. Elle opposa les troupes de l'EIC aux différents vassaux de Tippo Tip, qui quitta lui-même la région à cette époque vers la côte orientale.
L'État indépendant du Congo disposait de deux camps retranchés fortement armés créés peu avant, à Lusambo (commandé par Le Marinel puis Dhanis) et Basoko (commandé par Chaltin), la station ancienne des Stanley Falls (commandée par Tobback), et divers postes sur le Congo et le Lomami dont celui avancé de Kasongo.
Arthur Hodister, commerçant d'ivoire œuvrant pour le compte de la Société du Haut Congo, avait fondé deux stations sur la rivière Lomami. Paul Le Marinel, chargé du contrôle de la région, s'inquiéta des velléités de Hodister dans l'appropriation des ressources de la région, susceptibles de mécontenter les commerçants musulmans.
Ceux-ci, sous les ordres de Nserera, passèrent à l'action le 15 mars 1892 à proximité de Riba Riba, sur le fleuve Congo, massacrant Hodister et dix autres blancs. Ils décidèrent ensuite d'incendier les installations de la Société du Haut-Congo et d'en tuer les occupants, dont Alfred Noblesse à Riba-Riba même, et Jules Pierret à Lomo, Gaston Jouret à Kibonge. Rachid, le gouverneur de la station des Stanley Falls à l'époque, refusa d'intervenir contre ces mutins.
L'emblématique Emin Pacha fut par ailleurs assassiné par des hommes de Kibonge, Saïd et Kinena, le 23 octobre. Egorgé, sa tête fut envoyée à Kibonge, alors que son corps, ainsi que celui de ses accompagnateurs, fut dévoré par ses assaillants.
La rupture entre l'État indépendant du Congo et les états commerçants musulmans était désormais irréversible.

### Campagne du Maniema

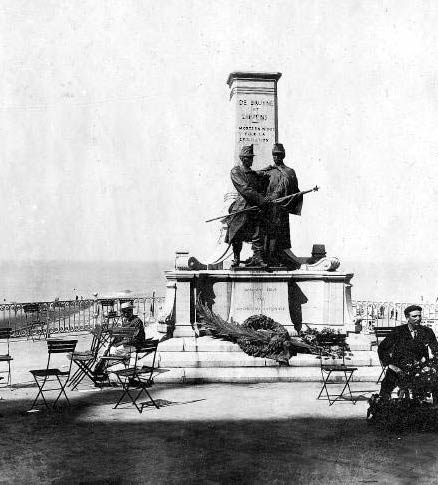
Monument à Blankenberge (côte belge) à la gloire de Henri De Bruyne et Joseph Lippens.

Sefu bin Hamid, un des fils de Tippo Tip, prit conscience de la menace. Le Marinel, en partance pour l'Europe, décida de nommer Dhanis à Lusambo, alors que Ngongo Lutete se préparait à attaquer le poste. Dhanis prit l'initiative, et combattit Ngongo Lutete le 23 avril, ainsi que le 5 et le 9 mai. Les deux premiers engagements furent incertains, mais le troisième fut le plus dur, et finalement décisif. Un moment à l'avantage des troupes de Ngongo Lutete, ceux-ci furent finalement défaits. Ce à quoi les troupes de l'EIC répondirent par une fusillade qui jeta la confusion chez les assaillants. Gongo Lutete se rendit sans conditions à Dhanis, et accepta d'entrer au service de l'EIC. Sa première mission fut d'établir un poste sur le Lomami à Gandu, sur la route vers Nyangwe et Kasongo.
Sefu bin Hamid, accompagné du chef Maniema Munie Moharra, avait entretemps attaqué et pris Kasongo, où l'EIC avait établi un poste dès 1889. Deux officiers, le sergent Henri De Bruyne et le lieutenant Joseph Lippens, furent pris à cette occasion. Les termes d'un cessez-le-feu avec l'EIC comprenaient notamment l'établissement d'une nouvelle frontière, et la remise de Ngongo Lutete. Ces conditions refusées, les Arabo-Swahilis marchèrent de Nyangwe et Kasongo vers Dibwe puis Ikere sur la Lomami. Un moment gardés comme prisonniers à négocier, De Bruyne et Lippens furent poignardés le 1er décembre, puis les mains et les pieds coupés selon la coutume locale.

#### La bataille de Chige
Les forces de Dhanis comprenaient 7 Européens, 350 soldats réguliers, et un canon Krupp de 7-5. À cela s'ajoutaient les troupes de Ngongo Lutete, qui furent confiées au capitaine Oscar Michaux, et à Duchesne en second. Les troupes de Michaux rencontrèrent les Arabo-Swahilis à Chige, sur la rive gauche du Lomami, à proximité de l'actuelle Tshofa, le 22 et le 23 novembre 1892, sur la Lomami. Ceux-ci étaient au nombre d'environ 16 000 hommes, dont moins de la moitié étaient armés de mousquets, les autres de lances et d'arcs. Ngongo se plaignit de ce que ses hommes ne pouvaient se battre dans ces conditions (les fusils étaient mouillés par la pluie). Supposant une même difficulté dans l'autre camp, Michaux ordonna une attaque générale. La fuite suivit un bref combat. Environ 1 200 Arabo-Swahilis se noyèrent, 600 gisaient sur le champ de bataille, près de mille furent faits prisonniers.
Dhanis entama la poursuite des troupes en fuite en passant la Lomami. Ses forces comprenaient 6 Européens, 400 soldats réguliers, et 35 000 guerriers locaux issus des populations victimes des esclavagistes, commandés par leurs propres chefs.
Le lieutenant Jean Scheerlinck et le docteur Hinde commandaient l'avant-garde. Michaux et Ngongo Lutete les rejoignirent à Lusana. Se joignirent au fur et à mesure divers nouveaux chefs locaux, y compris certains qui, jusque-là, faisaient des affaires avec les esclavagistes. C'est à l'époque que les chefs de l'EIC apprirent la mort de Lippens et De Bruyne, ainsi que de l'un de leurs compagnons africains qui tenta vainement de les sauver. Ceux-ci furent désormais accompagnés des lieutenants Delcommune et Francqui arrivés du Katanga.
La seconde bataille se tint le 30 décembre à Goia Kapopa. L'avant-garde, constituée des hommes de Ngongo Lutete fut en un premier temps mise en fuite. L'arrivée de Dhanis et Michaux rééquilibra les forces, et la bataille fit notamment rage dans un marécage. Le canon Krupp fut des plus efficaces. Les Arabo-Swahilis laissèrent 200 hommes sur le terrain, alors que les forces de l'EIC ne comptaient que 80 morts et blessés.
Les troupes de l'EIC s'établirent alors pour une semaine sur le plateau de Gois Kapopa. Dhanis reçut des informations selon lesquelles Sefu reformait son armée, et que par ailleurs le lieutenant Florent Cassart les rejoignait. Il amenait une cargaison de 50 000 cartouches, escorté de trente Européens et 200 hommes de Ngongo Lutete. Ils furent attaqués le 9 janvier 1893 par Munie Moharra, mais rejoignirent Dhanis, n'ayant perdu que 7 hommes et quelques centaines de cartouches.
Cette bataille entre les troupes de Moharra et Cassart se déroula à proximité du camp de Dhanis ; celui-ci envoya De Wouter en renfort, qui prit ces hommes pour des renforts de Sefu, et ouvrit directement le feu sur eux. Mohara fut au nombre des tués. La nouvelle de sa mort brutale fut considérée comme barbare par les Arabo-Swahilis, et un signe de la détermination de l'EIC.

#### La prise de Nyangwe

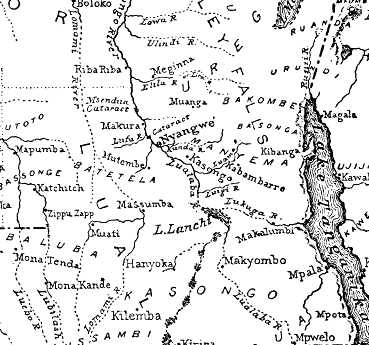
La région du Maniema sous l'État indépendant du Congo

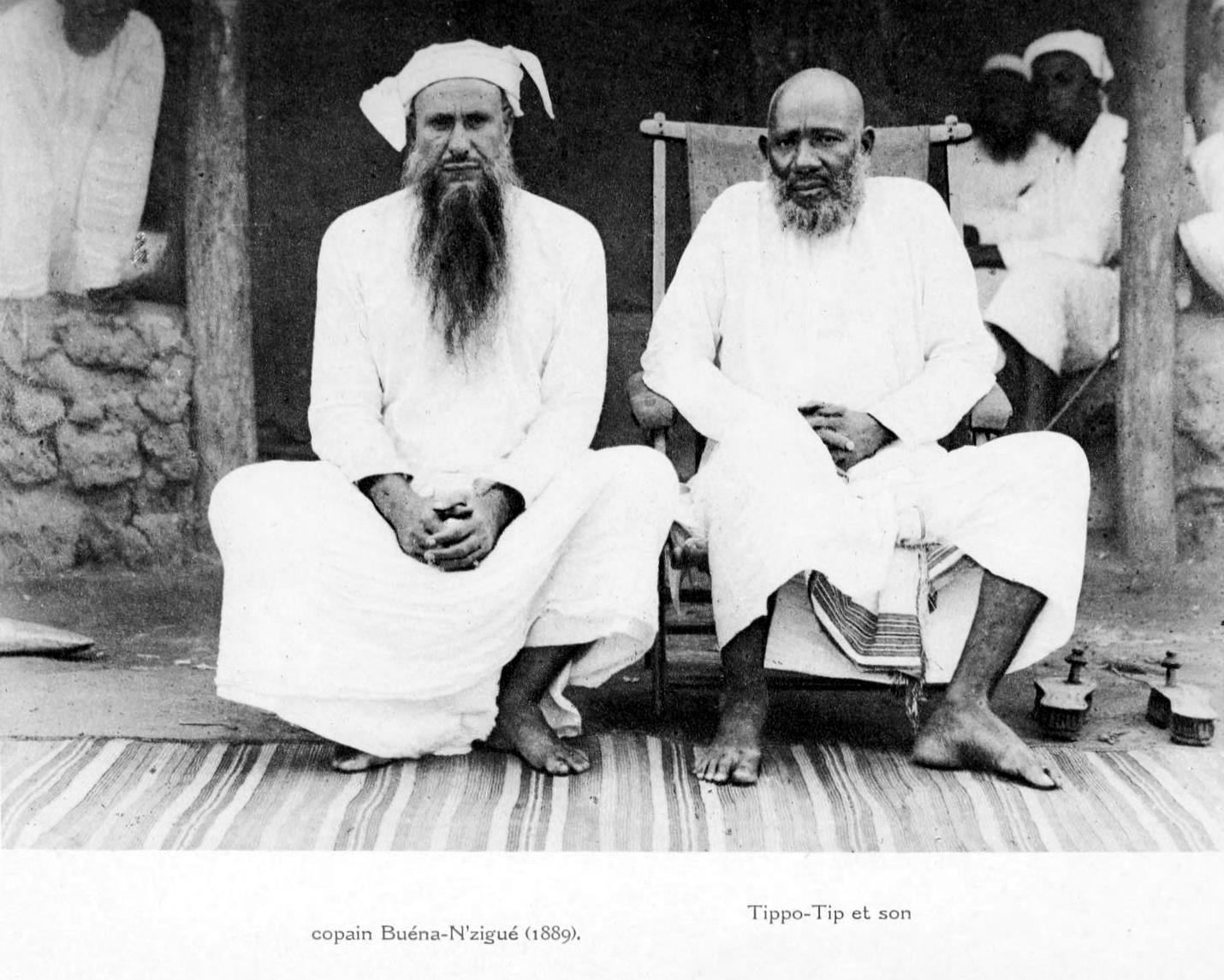
Bwana Nzige (à gauche) et son demi-frère Tippo-Tipp (à droite)

Sefu quitta immédiatement son camp de Kipango et se retrancha vers l'est, au-delà de la Lualaba, à Nyangwe. Il était notamment accompagné des chefs Nserera et Pembe, fils de Munie Mohara. Dhanis, sur leurs traces, ne put les attaquer à la suite de la rupture d'un pont. Les deux armées restèrent face à face de part et d'autre du fleuve (d'une largeur de près de 1 000 mètres à cet endroit) pendant cinq semaines (du 21 janvier au 4 mars).
Dhanis tenta de convaincre les Wagenias, une tribu de pêcheurs de la région, de mettre leurs pirogues à sa disposition, en vain, car les Wagenias étaient terrorisés par les Arabo-Swahilis. Il apprit cependant que les stocks de nourriture de Nyangwe étaient pratiquement épuisés, et Dhanis fit croire à Sefu, en lui offrant ses seules 6 volailles, que les siens étaient plus abondants. Les Arabo-Swahilis passèrent le fleuve pour y établir des fortins à proximité du camp de l'EIC. Dhanis attaqua en divisant ses adversaires en deux colonnes, infligeant une perte d'un millier d'hommes à l'ennemi, dont 150 morts dans la bataille et davantage par noyade.
Dhanis entreprit de bombarder la ville. Les Wagenias, voyant les Arabo-Swahilis en déroute, mirent à disposition de l'EIC leurs pirogues. Cent vingt furent réunies pour la nuit du 3 au 4 mars. Nyangwe fut dès lors capturée par surprise et sans grand effort dès midi. Sefu se replia sur Kasongo, à deux jours de marche.

#### La prise de Kasongo
À Nyangwe, les troupes de Dhanis eurent à affronter diverses épidémies (grippe et variole). Le 10 avril, ils reçurent une proposition de soumission de la part des chefs arabo-swahilis Bwana Nzige et de Pioma Lenga, qui fut refusée. Dhanis quitta la ville le 17 avril et se dirigea vers Kasongo, avec un renfort de 500 hommes emmené par le capitaine Cyriaque Gillain, chargé du contrôle de la Kunda, et le lieutenant Doorme. Ils étaient aussi accompagnés de Ngongo Lutete et de ses lieutenants Sanbua et Dengu. De Wouters resta à Nyangwe avec 100 hommes. Les Arabo-Swahilis disposaient encore de 60 000 hommes, et de 4 fortins autour de la ville. Dhanis ne pouvait compter que sur 300 soldats réguliers et 2 000 auxiliaires. Doorme parvint le 22 avril à enlever l'un des forts en attaquant par l'arrière. Surpris, les Arabo-Swahilis ne purent se défendre valablement et Kasongo fut pris deux heures plus tard. De nombreux fuyards se noyèrent dans la Musokoï. La confirmation de la mort d'Emin Pacha parvint aux vainqueurs à cette époque.
Le butin pris à Kasongo comprenait notamment 3 tonnes d'ivoire, 35 bœufs, 15 ânes, une tonne de poudre, 20 fusils à répétition et le journal d'Emin Pacha. De nombreux esclaves furent libérés et, pour certains, enrôlés.

### La fondation d'Albertville

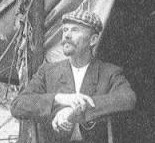
Alphonse Jacques de Dixmude

Dès l'année 1890, la Société antiesclavagiste belge, sous l'impulsion notamment des idées du cardinal Charles Martial Lavigerie, envisagea de financer l'envoi dans l'est du territoire de l'État indépendant du Congo d'expéditions militaires pour contrer la présence des esclavagistes arabo-swahilis dans cette région. Le capitaine Alphonse Jacques (dont le patronyme fut plus tard augmenté de de Dixmude à la suite de ses faits d'armes au cours de la bataille de l'Yser en 1914) fut choisi pour prendre la tête l'expédition au départ de Zanzibar. Il fut accompagné du capitaine Storms, du lieutenant Renier et des sous-lieutenants Docquier et Vrithoff.
Sur le chemin vers Bagamoyo, Jacques fut reçu en audience par le pape Léon XIII. Parti de la côte le 13 juillet 1891 à la tête d'une imposante caravane, il atteignit la rive orientale du lac Tanganyika à Karema trois mois plus tard, poste fondé dès le 12 avril 1879. Aidé des Pères blancs et du capitaine Joubert, il fonda le 3 janvier 1892 Albertville (actuellement Kalemie) sur la rive occidentale du lac, à proximité de la station de Pala fondée en mai 1883, d'où était partie l'expédition de Storms qui atteignit Bukeya le 20 janvier 1884. À Albertville, Jacques dut rapidement faire face à Rumaliza, sultan d'Ujiji, allié aux Wangwana, à la suite de leurs opérations de libération d'esclaves. Vrithoff fut tué au cours d'une de ces opérations, et Albertville fut assiégée pendant neuf mois à partir du 5 avril par les Arabo-Swahilis, qui avaient construit des fortifications (Boma) à proximité de la localité.
Des renforts furent dépêchés pour prêter secours aux assiégés et le 16 juin Long quittait Bagamoyo avec 700 porteurs et 100 soldats, accompagné des lieutenants Duvivier et de Demol. Seules de petites opérations furent désormais lancées à partir d'Albertville.
L'arrivée de Joubert, accompagné de l'expédition Delcommune comprenant notamment l'ingénieur Diderich et le sergent Cassart, fut l'occasion d'une tentative d'assaut des fortifications arabo-swahilies. En vain, les 450 hommes ne suffirent pas à prendre les défenses, faute de munitions. L'avant-garde de l'expédition Long, commandée par Duvivier, arriva le 5 décembre. Jacques partit à la rencontre de Long. À leur retour le 10 janvier, la place forte arabo-swahilie avait été détruite, à la suite d'attaques menées par Duvivier et Docquier.
Les opérations de maîtrise de la région reprennent. Un poste fut érigé à Moliro au sud-ouest du lac, occupé par le lieutenant Duvivier, secondé par Demol. Le lieutenant Renier créa dans l'Urua le fort Clémentine.
De nouveaux renforts furent envoyés en avril par la Société antiesclavagiste belge : le capitaine Descamps, accompagné de Chargois et Miot, apporta d'importants stocks de munitions, ainsi que deux canons Nordenfeld de 47 mm.
Jacques chercha alors à s'en prendre directement à Rumaliza, qui rassembla ses forces en direction de Kasongo (voir infra). Il dressa des plans pour attaquer les Arabo-Swahilis sur ses arrières et ses flancs. Les canons n'arrivèrent malheureusement pas avant décembre. Il décide alors d'attaquer le fort de Mouhissa, situé sur la Lukuga, à trois jours de marche d'Albertville. Le fort est bombardé le 6 janvier 1894, alors que Rumaliza lui-même est aux prises avec les forces commandées par Dhanis. Il est pris sans perte. Les capitaines Long et Chargois recevront le commandement du poste et de la garnison qui est installée, commandant ainsi les accès vers Pweto et vers le Maniema.
Le 25 janvier, le lieutenant Josué Henry (auquel de la Lindi sera plus tard ajouté au patronyme, à la suite de sa campagne de la révolte des Batetela) et l'avant-garde de Lothaire, entraient à Kabambare, et le 10 février le lieutenant de Wouters d'Optlinter faisait jonction avec les forces du capitaine Descamps. Le 5 février, Jacques, accompagné des lieutenants Renier et Docquier, quittait Albertville pour rentrer au pays, quittant Zanzibar en mai et arrivant à Bruxelles le 23 juin.

### Campagne de Chaltin sur le Lomami
Le commandant Louis Napoléon Chaltin débuta à partir de Basoko en mars 1893 la remontée du Lomami, où un an plus tôt avaient débuté les massacres prélude à l'engagement de l'EIC contre les Arabo-Swahilis. Il souhaitait venir en aide aux troupes de Francis Dhanis en attaquant la ville de Riba Riba (actuellement Lokandu, à une cinquantaine de kilomètres au nord de l'actuelle Kindu) du chef Nserera au nord de la zone contrôlée par les Arabo-Swahilis. Riba Riba, située sur le Lualaba (haut-fleuve Congo), est accessible en quelques jours de marche depuis le Lomami.
Embarqué de Basoko début mars sur un bateau à vapeur avec 300 hommes pour remonter le Lomami, il quitta la rivière à Bena-Kamba (en) le 28 mars. Il prit la localité de Tchari le 6 avril à la suite de la fuite du chef arabo-swahili Lembe Lembe. De retour sur le Lomami le 14 avril, il accueillit ce même jour le bateau Ville de Bruxelles avec 125 hommes supplémentaires.
Chaltin et ses troupes quittèrent Bena Kamba vers l'est le 22 avril pour rejoindre par voie de terre Riba Riba, située sur la Lualaba. Ils durent faire face à de nombreuses embuscades et endurer une épidémie de variole. À Lomo, ils retrouvèrent la dépouille de Jules Pierret, qu'ils emportèrent pour l'enterrer dignement à Basoko. Le 25 et le 26 avril, ils construisirent un pont de 200 mètres sur la Willu. Ils affrontèrent ensuite Kissangi Sangi, le meurtrier de Hodister. Le 30 avril, ils prirent Riba Riba, dont les occupants étaient en fuite vers les Stanley Falls, après un nouveau passage difficile sur la rivière Kasuku.
Chaltin reprit directement le chemin en sens inverse pour secourir la station des Stanley Falls qu'il pressentait menacée par les fuyards. Le 6 mai, il était de retour à Bena Kamba. Ils embarquèrent le jour-même sur les deux navires à vapeur pour rejoindre les Stanley Falls, et atteignirent le confluent avec le Congo le 8 mai. Réapprovisionnés à Basoko, ils repartirent vers les Stanley Falls qu'ils atteignirent au bout de quatre jours.

### Campagne des Stanley Falls
La garnison des Stanley Falls était dirigée par Nicolas Isidore Tobback, et son second le lieutenant van Lindt. Le poste était également occupé par Rachid, neveu de Tippo Tip et cousin de Sefu. Une fois la chute de Kasongo connue, Rachid attaqua la garnison de l'EIC le 13 mai 1893. En ce premier combat, l'EIC déplora trois morts et sept blessés, pour une centaine de morts chez les assaillants. Les combats se poursuivirent pendant quatre jours, amenant Tobback à envisager l'évacuation du poste. Le commandant Chaltin avec ses troupes du camp de Basoko, suivi de celles de Pierre Ponthier et Hubert Lothaire, arriva aux Stanley Falls le 18 mai. Considérablement renforcées, les troupes de l'EIC attaquèrent les Arabo-Swahilis et enlevèrent leurs différentes positions, faisant 1 500 prisonniers, mais Rachid parvint à prendre la fuite pour rejoindre Kibonge.
Le 28 juin, Ponthier et Lothaire se lancèrent à la poursuite des Arabo-Swahilis, auxquels ils livrent 7 combats, et au cours desquels ils firent quelque 8 000 prisonniers. Kibonge est défait à Kirundu. Les troupes de l'EIC poursuivirent ensuite les fuyards jusque la Lowa (affluent de la rive droite de la Lulualaba, située à mi-chemin entre les Stanley Falls et Nyangwe, soit 270 kilomètres en 8 jours), et capturèrent 20 chefs arabo-swahilis, dont Saïd, l'un des meurtriers d'Emin Pacha. Il fut fusillé. Ponthier partit ensuite rejoindre Dhanis à Kasongo.

### Campagne contre Rumaliza
Sefu en fuite en Afrique orientale allemande, l'État indépendant du Congo pensait la guerre terminée, et sa souveraineté garantie sur l'ensemble de son territoire. C'est à cette époque cependant que Ngongo Lutete fut sommairement jugé et exécuté abusivement comme traître, et qui entraîna la désertion de nombre des hommes de Ngongo Lutete des forces de l'EIC.
Mohammed bin Hassan Rumaliza, sultan d'Udjiji sur la rive orientale du lac Tanganyika, à la tête de forces considérables, avait pénétré sur le territoire de l'EIC jusque Kabambare, à mi-chemin entre Kasongo et le lac, avec l'intention de reprendre la totalité du Maniema. Ce ne fut qu'en octobre que le désormais capitaine Dhanis prit conscience de la menace, mais il ne fut en mesure d'opposer qu'une force comprenant 5 officiers blancs, au nombre desquels Pierre Ponthier, 400 soldats réguliers et 300 soldats auxiliaires ; et toujours le canon Krupp. 

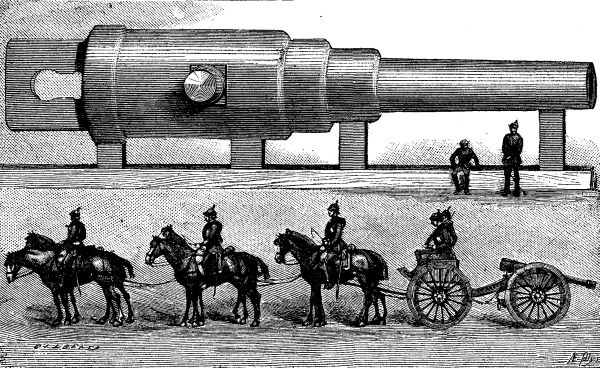
Un canon Krupp dans les années 1880. Les troupes de l'EIC ne disposaient pas de montures adéquates

Lorsqu'ils rencontrèrent pour la première fois les forces arabo-swahili à Mwana Mkwanga, ils occupaient une position comprenant notamment des fortins biens placés et bien construits. Mais ils ne prirent pas avantage de leur position. Dhanis ordonna la retraite lors de la blessure de de Lange. Les Arabo-Swahilis reprirent l'attaque, mais les troupes de l'EIC avaient reçu des renforts de Kasongo. Les assaillants prirent alors la direction de la ville, désormais faiblement défendue. Dhanis envoya de Wouters à la poursuite des Arabo-Swahilis, avec pour mission de les arrêter à tout prix. les combats furent nombreux et indécis. Les Arabo-Swahilis décidèrent finalement de s'attaquer au camp de l'EIC à Mpangu.
Ils choisirent le 25 octobre, un jour de brouillard, pour entamer la bataille qui dura 5 heures, et régulièrement au corps à corps et à la baïonnette. L'EIC perdit 50 hommes, dont le capitaine Ponthier, mais les pertes des assaillants étaient plus importantes, et ils furent repoussés. Laissant de Wouters, Dhanis regagna Kasongo pour renforcer les positions.
De Wouters continua les opérations contre les Arabo-Swahilis. Il prit notamment Lubukine / Ogella le 17 novembre, attaque au cours de laquelle fut tué le lieutenant de Heusch, mais aussi Sefu. Rumaliza repassa cependant la rivière Lulundi en direction de Kabambare.
Dhanis ne fut pas en mesure de reprendre l'offensive avant fin décembre. Partis des Stanley Falls le 31 octobre, via Kibonge le 7 novembre, des renforts embarquèrent sur 11 pirogues, comprenant 2 officiers, 164 soldats et 2 canons Krupp ; ils arrivèrent à Gambwe, à 3 heures de marche de Kasongo, le 29 novembre. Entretemps, Rachid, qui avait fui les Stanley Falls, avait rejoint Rumaliza.
Dhanis affecta le commandant Gillain, 180 soldats réguliers et 200 auxiliaires pour couper la route de Rumaliza en cas de retraite. Ils firent le siège des fortifications dès les 24 et 25 décembre. De Wouters attaqua le camp principal de Rumeliza à Bena Kalunga (ou Bena Gouïa) ; Dhanis, avec deux canons Krupp, resta en arrière. Les fortifications complexes et puissantes de Rumaliza tinrent bon, malgré les canons. Des renforts pour les Arabo-Swahilis, en provenance du lac Tanganyika, furent par ailleurs annoncés.
Le commandant Hubert Lothaire arriva cependant le 9 janvier 1894 avec 300 hommes. Un tir de canon parvint à atteindre les entrepôts du fort, et à les incendier. De nombreux Arabo-Swahilis furent tués en fuyant, soit par les tirs des forces de l'EIC, soit en se noyant dans la rivière proche. En trois jours, l'EIC fit également 200 prisonniers. De Wouter fut cependant tué. Kabambare tomba le 25 janvier, et Rachid se constitua prisonnier avec sa suite. Il fut interné dans le Kwango et y exploita une ferme. Nserera et Kibonge furent jugés et exécutés. Rumaliza se constitua plus tard prisonnier au Nyassaland britannique.
La guerre contre les Arabo-Swahilis était désormais terminée.
Le capitaine Descamps continuera à poursuivre de petites troupes Arabo-Swahili dans les environs du lac Tanganyika ; il assiège pendant 50 jours le village du chef Masala, dont il entreprend l'assaut à la baïonnette. Il s'empare le 22 septembre du dernier village tenu par les Arabo-Swahilis.
Francis Dhanis fut nommé Baron pour ses faits d'armes. En son rapport à Léopold II de Belgique concluant la campagne, Dhanis signale que les chefs traditionnels ont été réinstallés une fois leur soumission acquise, que d'importantes bases de la Force publique ont été installées à Kasongo et Kabambare. Il souligne par ailleurs la bravoure des soldats congolais, notamment les Baluba et les Bangalas, et préconise dès lors leur recrutement au sein de la Force publique au lieu de troupes originaires des régions côtières.